# Mandinia
Mantineja, Antigoneja (gr. Μαντίνεια, Αντιγόνεια; także Mantinea, Antigonea) – miasto-państwo  w starożytnej Grecji, we wschodniej Arkadii, nad rzeczką Ofis. Położone w bagnistej okolicy na południe od Orchomenos i gór Anchisia, na północ od Tegei.
Najbardziej znane ze zwycięstwa Teban pod dowództwem Epaminondasa nad Spartanami w roku 362 p.n.e. oraz z dwóch innych bitew stoczonych w starożytności. Większe znaczenie polityczne zyskało dopiero od drugiej wojny peloponeskiej, będąc sojusznikiem Aten, Elidy i Koryntu. W 221 p.n.e. zdobyte przez Antygona Dosona i odbudowane jako Antigoneja. Cesarz Hadrian przywrócił mu pierwotną nazwę i pod panowaniem rzymskim rozwinęło się ponownie; mieściła się tam najważniejsza świątynia ku czci Antinousa.
Dla upamiętnienia miasta antycznego nazwano gminę Mandinia w prefekturze (nomosie) Arkadia, z siedzibą w Nestani. Po administracyjnej reformie od 1 stycznia 2011 włączono ją do gminy Tripoli, w jednostce regionalnej Arkadia, w regionie Peloponez, w obszarze administracji zdecentralizowanej Peloponez, Grecja Zachodnia i Wyspy Jońskie.
Jest to również chroniona nazwa pochodzenia białego wina produkowanego z gron winorośli Moschofilero, tradycyjnie uprawianej w tym rejonie.